# Arthrosphaera leopardina
Arthrosphaera leopardina är en mångfotingart som först beskrevs av Butler 1872.  Arthrosphaera leopardina ingår i släktet Arthrosphaera och familjen Sphaerotheriidae. Inga underarter finns listade i Catalogue of Life.